# Takuma Mizutani
Takuma Mizutani (født 24. april 1996) er en japansk fodboldspiller, som spiller for den japanske fodboldklub Shimizu S-Pulse.